# Deltocyathus italicus
Deltocyathus italicus är en korallart som först beskrevs av Giovanni Michelotti 1838.  Deltocyathus italicus ingår i släktet Deltocyathus och familjen Caryophylliidae. Inga underarter finns listade i Catalogue of Life.